# Circuito Internacional de Sentul
El Circuito Internacional de Sentul es un autódromo situado en la población de Sentul, cerca de la ciudad de Bogor, Indonesia. Mide 3.960 metros de longitud, e incluye también una pista de motocross y una de karting. Es el principal circuito de carreras de país y uno de los más usados en el sudeste asiático por categorías internacionales.
Su construcción fue promovida por Tommy Suharto, hijo del entonces presidente del país, Suharto, con la intención convertir a Indonesia en el segundo país asiático en albergar un Gran Premio de Fórmula 1 luego de Japón. Sentul se inauguró en agosto de 1993 con una carrera de la categoría australiana de monoplazas Fórmula Holden. El Campeonato Mundial de Superbikes corrió allí entre 1994 y 1997, y el Campeonato Mundial de Motociclismo lo hizo en 1996 y 1997. Pero debido al pequeño tamaño del trazado y a la crisis financiera asiática de 1997, la Fórmula 1 jamás llegó a correr en el circuito.
Sentul es sede habitual de los certámenes asiáticos de turismos, Fórmula Renault V6, Fórmula 3 y Fórmula BMW. La categoría de monoplazas A1 Grand Prix visitó la pista dos veces en 2006: en febrero como parte de la temporada 2005-2006, y en diciembre de 2006 como parte de la temporada 2006-2007. La GP2 Asia Series disputó una carrera en Sentul en febrero de 2008.